# La Sentinelle (film, 1992)
Pour les articles homonymes, voir La Sentinelle.
Ne doit pas être confondu avec La Sentinelle (film, 2014).
Pour plus de détails, voir Fiche technique et Distribution.
La Sentinelle est un film français réalisé par Arnaud Desplechin, sorti le 10 juin 1992 en France quelques semaines après sa présentation en compétition officielle lors du 45e festival de Cannes. C'est le premier long métrage du réalisateur qui s'attache dans cette œuvre à développer un langage cinématographique singulier et novateur. Il entremêle plusieurs niveaux de récit et différents genres cinématographiques (thriller, film d'espionnage, film noir, étude sociale) au sein d'un film, au rythme lent, qui est une réflexion sur le devoir de mémoire dû aux morts et la situation de l'Europe après la chute du mur de Berlin.
Le film est récompensé en 1992 par le prix Georges-Sadoul (saluant le « meilleur premier film ») et son acteur principal, Emmanuel Salinger, reçoit l'année suivante le César du meilleur espoir masculin lors de la 18e cérémonie des César où La Sentinelle était nommé dans trois catégories.

## Synopsis
En septembre 1991, Mathias Barillet décide de quitter la République fédérale d'Allemagne, où il est né et a grandi car son défunt père était attaché militaire à Aix-la-Chapelle, pour venir finir ses études de médecine en France. Dans le train, emmené manu militari sous prétexte de visas incorrects, il est pris à partie par Louis Bleicher, un homme aux agissements troubles — entre pratiques policières et méthodes des services de renseignement —, qui l'isole et le menace. Dans sa valise, il retrouve le lendemain une tête humaine momifiée.
Mathias peine à faire valoir ses équivalences mais réussit à s'inscrire en médecine légale pour poursuivre ses semestres d'interne à l'Institut médico-légal de Paris. Il partage en colocation un grand appartement situé 25, rue Réaumur, avec William Mahé, un jeune fonctionnaire au Quai d'Orsay et retrouve sa sœur, chanteuse lyrique, avec laquelle il entretient des rapports compliqués. Obsédé par cette tête, dont il ne peut se séparer et dont il ignore cependant tout, il décide en secret d'utiliser les moyens qui sont à sa disposition pour entreprendre d'identifier la personne et les causes du décès pour « sauver le mort », se doutant bien que la personne qui l'a placée dans ses bagages avait cet objectif. Il se heurte, rapidement et sans le savoir, à des secrets d'État sur le sort de Français retenus de l'autre côté du rideau de fer depuis la fin de la guerre et aux jeux subtils d'espionnage et de contre-espionnage entre l'Ouest et l'Est dont Louis Bleicher, disparu depuis trois mois, était un maillon.
Avec acharnement et rigueur, Mathias parvient à identifier la tête : c'est celle d'un chimiste russe de 36 ans que le réseau de Varins avait fait passer à l'ouest et qui a été exécuté à Sumatra dans des conditions obscures. Ces découvertes mettent en péril les activités de la cellule du quai d'Orsay qui décide de faire d'intenses pressions sur Mathias pour qu'il lui restitue la tête. À ce jeu, William et son amie perdent la vie. Mathias, accroché à un dernier bout de mâchoire du mort parvient, non sans esclandre, à le restituer en le nommant à un diplomate russe.

## Fiche technique
| - Titre : La Sentinelle - Titres à l'international : The Sentinel, Die Wache - Réalisation : Arnaud Desplechin (première assistante Marie Vermillard) - Scénario original : Arnaud Desplechin adapté par Pascale Ferran avec la collaboration de Noémie Lvovsky et Emmanuel Salinger - Directeur de la photographie : Caroline Champetier (assistée de Julien Hirsch et Olivier Chambon) - Montage : François Gédigier - Son : Laurent Poirier et Bernard Aubouy - Décors : Antoine Platteau - Costumes : Agnès Falque, Valérie Pozzo Di Borgo, Bernadette Beaudet - Musique originale : Marc Oliver Sommer (de) - Musiques additionnelles : Rossini et Monteverdi | - Producteurs : Pascal Caucheteux, Nicole Arbib, Grégoire Sorlat - Sociétés de production : Why Not Productions, La Sept Cinéma, Les Films A2, 2001 Audiovisuel et participation du CNC - Société de distribution : Pan-Européenne (France) - Pays de production : France - Format : 35 mm - 1,85:1 - Couleurs - Mono - Genre : thriller - Langues : français - Durée : 139 minutes - Dates de sortie nationale : - France : 20 mai 1992 (Festival de Cannes) - France : 10 juin 1992 (généralisée) - États-Unis : 5 octobre 1992 - Sortie DVD : 11 avril 2003 |

## Distribution
- Emmanuel Salinger : Mathias Barillet
- Thibault de Montalembert : Jean-Jacques
- Bruno Todeschini : William Mahé
- Valérie Dréville : Nathalie
- Marianne Denicourt : Marie Barillet
- Fabrice Desplechin : Simon Acher
- Emmanuelle Devos : Claude Waelhens
- Jean-Louis Richard : Louis Bleicher
- Jean-Luc Boutté : Varins
- Philippe Duclos : Docteur Macaigne
- Philippe Laudenbach : le prêtre
- Alain MacMoy : le professeur Waelhens
- László Szabó : Pamiat, le russe
- Alexis Nitzer : le consul
- Nadine Alari : Mme Barillet
- Mathieu Amalric : un étudiant en médecine
- Louis-Do de Lencquesaing : un étudiant en médecine
- Stéphane Thiébaut : un étudiant en médecine
- Jean-Pierre Ducos : l'officier des douanes
- Hubert Gillet : le policier du train
- Damien Eupherte : un militaire
- Antoine Coudy :
- Serge Barbagallo :
- Jeff Cohen : le pianiste
- Anna Miasedova : Tamara
- Philippe Besson :
- Marc Oliver Sommer :
- Jeanne Balibar (non créditée) : figuration à la fête

## Projet et réalisation du film

### Écriture du scénario
L'un des points de départ de l'écriture du récit fut la prise de conscience par Arnaud Desplechin que des Français étaient encore dans les années 1980 retenus prisonniers du goulag soviétique depuis la fin de la Deuxième Guerre mondiale ; outre ses recherches personnelles, c'est la mention succincte dans L'Archipel du Goulag (1973) d'Alexandre Soljenitsyne de prisonniers français en URSS qui nourrit cette idée de départ et le scénario inverse d'un scientifique russe passant à l'Ouest pour des raisons technologiques et financières. Immédiatement après la chute du mur de Berlin et de la désagrégation du bloc de l'Est, en particulier de l'Allemagne de l'Est, il souhaite explorer ce changement aux conséquences géopolitiques et idéologiques énormes, en particulier pour la stabilité de l'Europe. Il opte pour un film de genre qu'il veut être une « chronique d'espionnage ».
L'écriture du scénario de La Sentinelle est le fruit d'une collaboration entre le réalisateur et Pascale Ferran avec l'apport de Noémie Lvovsky et d'Emmanuel Salinger, tous anciens étudiants à l'IDHEC à la même période et dont la culture cinématographique et l'approche artistique sont assez voisines. Desplechin veut dès son premier long métrage développer différents niveaux d'histoires, allant de celles intimistes des rapports familiaux et amoureux à celle de la place de l'individu dans la grande histoire et son rapport à la politique, associées à des réflexions philosophiques sur la mort et l'oubli. Sophie Diebold a été consultante médicale pour cette partie du scénario ainsi ,l'équipe de Michèle Rudler, ancienne directrice du laboratoire de toxicologie de la Préfecture de police de Paris fut consultée pour la partie médecine légale.

### Tournage et montage
Le film est l'un des tout premiers produits par la société Why Not Productions fondée par Pascal Caucheteux — qui deviendra l'un des producteurs les plus importants du cinéma d'auteur français — avec l'apport des sociétés de production des chaînes de télévision La Sept et Antenne 2 et le soutien financier, grâce à l'avance sur recettes, du Centre national de la cinématographie.
Les auditions pour la distribution des rôles sont menées par Noémie Lvovsky. Elles aboutiront à la formation d'un noyau dur de jeunes acteurs, dont pour un grand nombre c'est le premier film notable et qui constitueront des habitués des films de Desplechin ainsi qu'une relève dans le cinéma d'auteur français. Peuvent être notamment cités Bruno Todeschini, et surtout les premiers rôles d'Emmanuel Salinger, de Emmanuelle Devos et de Thibault de Montalembert ; à noter que Mathieu Amalric — futur acteur fétiche du réalisateur et qui venait de rencontrer Arnaud Desplechin lors du Festival Premiers Plans d'Angers — n'est pas retenu pour un rôle important mais tient tout de même celui d'un des étudiants en médecine, et que Marianne Denicourt, future compagne du réalisateur, avait déjà tenu une petite dizaine de rôles secondaires auparavant.

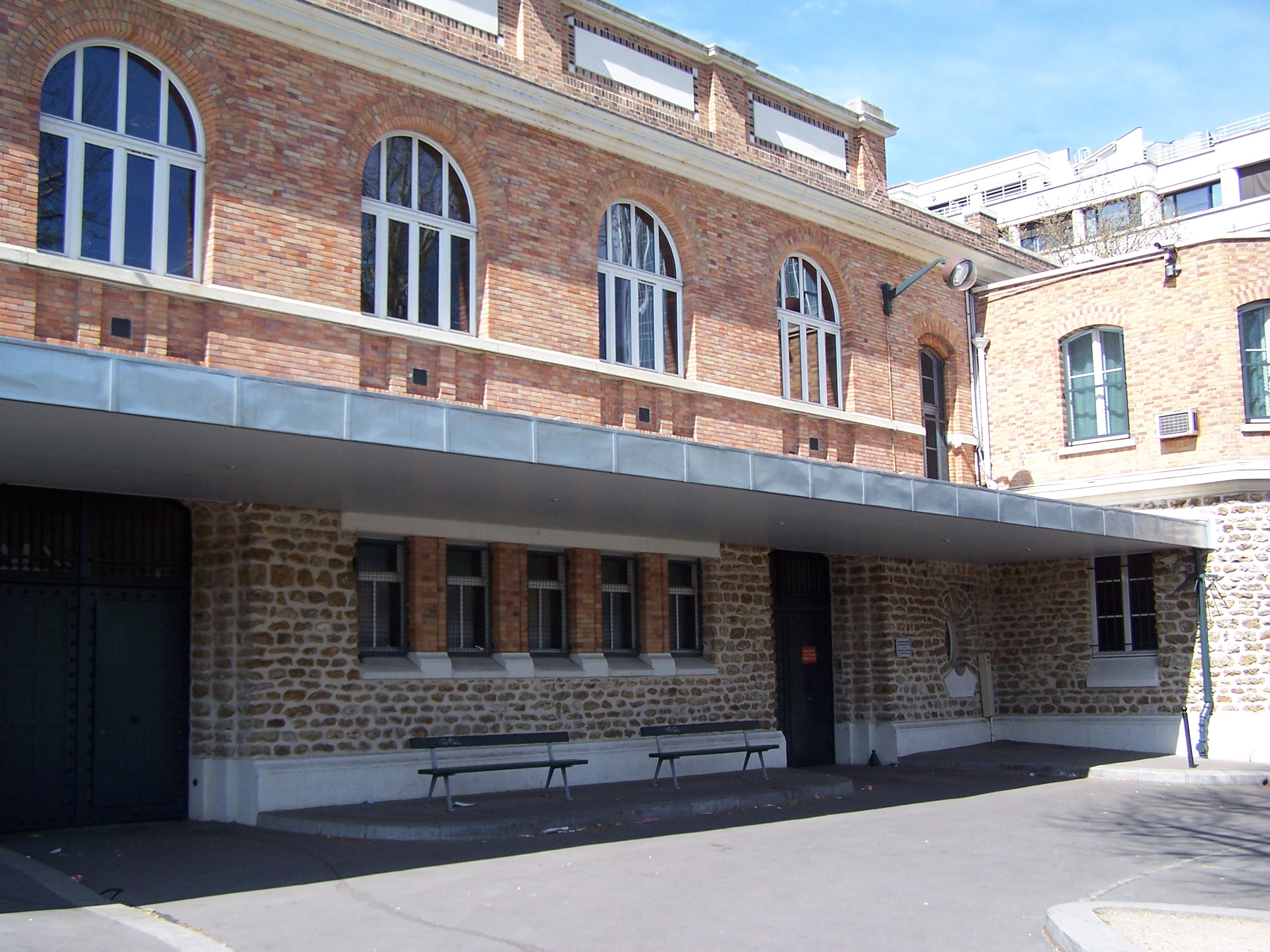
Entrée arrière de l'Institut médico-légal de Paris.

Le film est tourné principalement à Paris avec un grand nombre de scènes réalisées à l'Institut médico-légal de Paris et ses abords, dans l'hôtel du ministre des Affaires étrangères, au jardin du Luxembourg et à la gare de l'Est. Le début du film qui se déroule à l'ambassade de France en Allemagne est tourné à Bonn sur les rives du Rhin.
Le montage des films d'Arnaud Desplechin est un élément crucial, et souvent long, de son travail. Il est réalisé par un jeune monteur dans le milieu du cinéma, François Gédigier, qui avait déjà fait celui du premier moyen métrage de Desplechin l'année précédente. La composition de la bande musicale, outre les chants lyriques de Rossini et Monteverdi faisant partie intégrante du film, est confiée au musicien allemand Marc Oliver Sommer (de) qui crée des compositions, principalement pour cordes, soulignant les moments de tensions de l'intrigue. Par ailleurs, elle incorpore des musiques actuelles allant du rock alternatif au rap avec des extraits de :
- I've Lost My Ignorance de Dream Warriors et Gang Starr
- Siva des The Smashing Pumpkins
- The Reverend de DJ Jazzy Jeff and The Fresh Prince
- Wear Your Love Like Heaven de Definition of Sound (en)
- Introducing Myself de Lee Scratch Perry
- Rush de Big Audio Dynamite II
- It's Your Thing d'Ann Peebles
- Prélude et Allegro de Fritz Kreisler

## Sorties et présentations festivalières
Le film est sélectionné en avril 1992 par Gilles Jacob pour être présenté le 20 mai 1992 en compétition officielle pour la Palme d'or lors du 45e festival de Cannes, ce qui constitue la première grande reconnaissance du travail de réalisateur d'Arnaud Desplechin qui avait déjà été, l'année précédente, retenu dans la sélection de la Semaine de la critique pour son moyen métrage La Vie des morts. Le film est également présenté le 5 octobre 1992 lors du Festival du film de New York puis l'année suivante lors au Festival de Sundance. Lors de sa présentation en 1993 au festival du film de Bogota, le réalisateur remporte le Silver Precolumbian Circle.
La Sentinelle fait sa sortie généralisée en France le 10 juin 1992. Sur l'ensemble de sa période d'exploitation en salles, le film a totalisé 186 019 entrées en France.
Le 11 avril 2003, les éditions des Cahiers du cinéma publient le film, dans une version réétalonnée et en format 16/9, dans un double DVD de la collection « Deux films de… », accompagné du premier film du cinéaste La Vie des morts.

## Analyse

### Une approche géopolitique
La Sentinelle s'inscrit dans l'immédiate période suivant la chute du mur de Berlin et traite, en toile de fond, des conséquences que cela entraina sur la redéfinition de l'Europe post-Guerre froide et les positionnements idéologiques des deux camps. À ce titre le réalisateur s'interroge de savoir s'il s'agit là d'un « des derniers films sur la Guerre froide ou [l'un] des premiers films sur l'après-Guerre froide ». Arnaud Desplechin décide pour présenter ces thématiques d'utiliser le genre du film d'espionnage qu'il considère être une façon d'aborder la géopolitique et en particulier la notion de raison d'État. Les concepts de manipulations, les dualités fidélité/trahison, bien/mal, justice/(a)(im)moralité, tout comme dans les romans de John le Carré qu'il dit tout particulièrement apprécier, sont ainsi représentées avec plus d'intensité, notamment cinématographique.
La question de la frontière est également présente dans les thématiques du film, sujet qui est abordé à la fois du point de vue réel — la perméabilité variable des frontières et leur passage, la nationalité —, dans un contexte spécial et paroxystique que fut celui de la séparation induite par le rideau de fer, mais également d'un point de vue symbolique plus complexe en traitant des frontières beaucoup plus floues qui séparent les « bons » des « mauvais », l'attachement patriotique de la trahison, et dans une certaine mesure celles des classes sociales. À cet égard, le titre du film est celui qui se place du point de vue de l'observateur et dans une moindre mesure du défenseur. Arnaud Desplechin déclare explicitement dans les notes d'intentions de son film avoir voulu comparer la « frontière à une cicatrice ».

### Rapport à la mort
Tout comme dans La Vie des morts (1990), le réalisateur met le thème de la mort et du devoir de mémoire dû aux disparus au cœur de son œuvre.

### Étude sociale

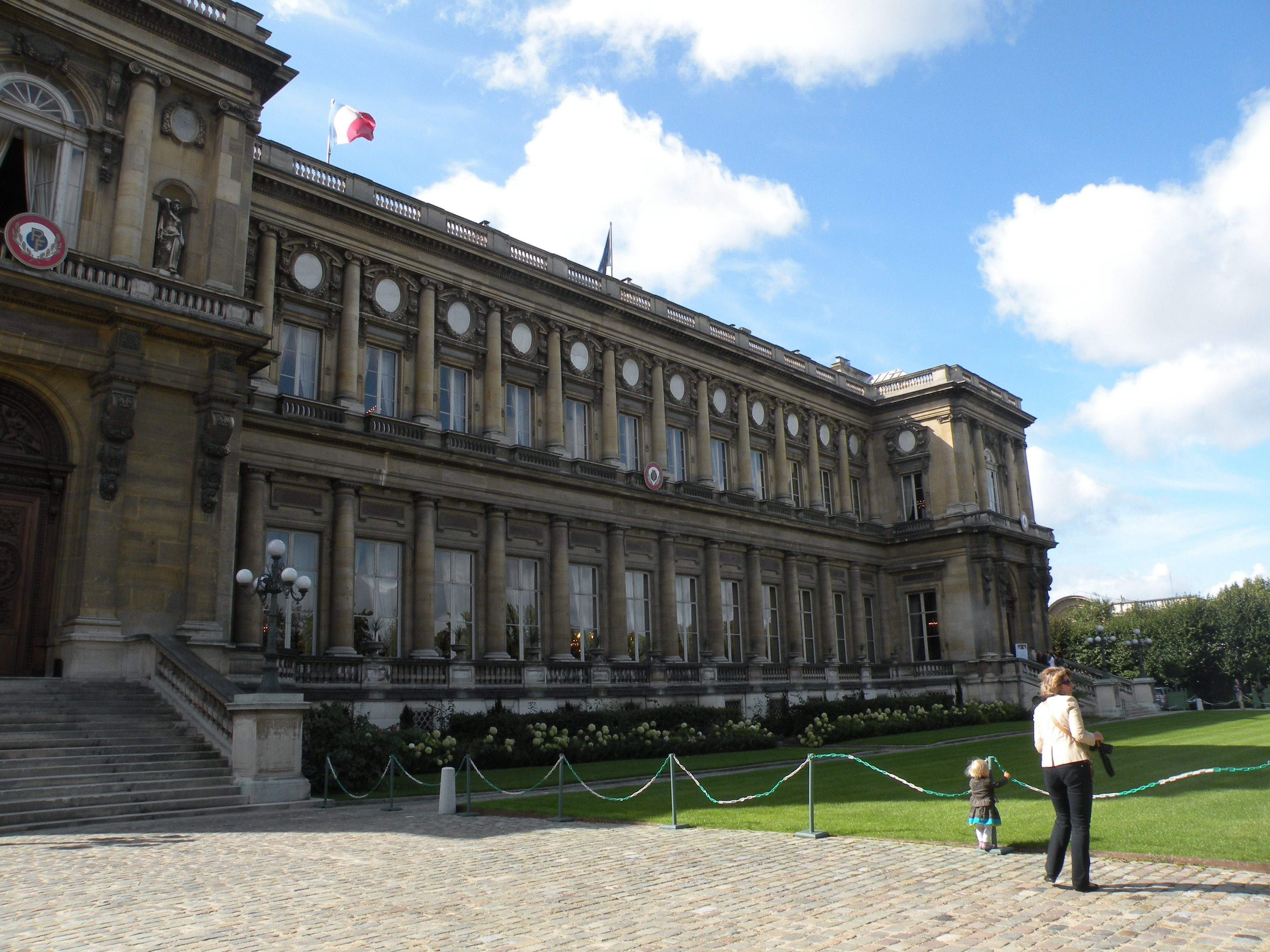
L'Hôtel du quai d'Orsay abritant le Ministère des Affaires étrangères.

Le film est également une peinture d'un certain milieu social, celui d'une bourgeoisie parisienne éduquée et en poste dans les cercles de pouvoir, dont les réseaux et relations sociales sont complexes, faits de connivence, de rapports de forces, et de codes très spécifiques. À ce titre, Renaud Camus note dans son Journal 1994 de cette période paru en 2000 dans le volume La Campagne de France que le film retranscrit de manière particulièrement réaliste le milieu de la « jeunesse grand-bourgeoise », celles des fils de diplomates du 7e arrondissement de Paris, dans sa « gestuelle unique, ses attitudes, ses intonations que le film rend à merveille ».

## Réception critique
Après sa présentation à Cannes, Jean-Michel Frodon dans Le Monde considère que ce premier long métrage du jeune réalisateur est à la fois une révélation et un objet totalement à part, « qui ne ressemble à rien de connu, déroute et dérange » dans la sélection des films en compétition. Le critique considère qu'Arnaud Desplechin apporte un style nouveau — « singulier et hors norme » — dans le paysage cinématographique, « radicalement étranger aux codes hollywoodiens », dont la nature propre est la matière dont sont composées les histoires intriquées présentées avec « virtuosité, [...] sans que le spectateur ne s'égare » grâce à une grande habileté pour aborder les différents récits empruntant à divers genres cinématographiques, pleinement exploités, qui se nourrissent d'une « dynamique et d'une tonalité » qui leur sont propres.
Lors de sa sortie nationale, le magazine Télérama juge ce premier long-métrage très réussi et considère qu'Arnaud Desplechin est un « grand réalisateur », capable de traiter un sujet complexe en s'attachant à l'« obsession des morts, de tous ces morts anonymes, victimes des guerres, chaudes ou froides, victimes de la cupidité des uns, de l'indifférence des autres ». L'espoir et le sentiment de la révélation d'« une jeune étoile, Arnaud Desplechin, [qui] monte au firmament du cinéma français », ainsi que celle de jeunes comédiens, sont également partagés par Martin Delisle dans La Revue du cinéma. Les Cahiers du cinéma notent également la maîtrise et l'originalité du jeune réalisateur, son langage singulier en s'attachant à ce qui en constitue l'une des particularités, le « rythme heurté, saccadé, non linéaire, parfois franchement audacieux [... créant] une approche renouvelée de mise en scène du temps » en concluant que le film était « parmi les plus beaux vus à Cannes cette année ».
Les Fiches du cinéma dans leur Annuel du cinéma 1992 lui décerne quant à elles trois étoiles (sur trois) et place le film parmi les dix meilleurs films français et les vingt meilleurs films internationaux de l'année. Il décrit l'œuvre comme « parfaitement aboutie et novatrice » et juge que le film était « le plus important du dernier festival de Cannes » considérant l'absence de prix lors de la cérémonie comme « tout bonnement [une négation] du cinéma ».

## Distinctions

### Prix
| Année | Cérémonie ou récompense    | Prix                          | Catégorie / Lauréat |
| ----- | -------------------------- | ----------------------------- | ------------------- |
| 1992  | Prix Georges-Sadoul        | Prix du meilleur premier film |                     |
| 1992  | Prix Michel-Simon          | Meilleur acteur               | Emmanuel Salinger   |
| 1993  | César du cinéma            | Meilleur espoir masculin      | Emmanuel Salinger   |
| 1993  | Festival du film de Bogota | Silver Precolumbian Circle    | Arnaud Desplechin   |

### Sélections et nominations
| Année | Cérémonie ou récompense      | Catégorie                                            | Nommé(e)(s)                         |
| ----- | ---------------------------- | ---------------------------------------------------- | ----------------------------------- |
| 1992  | Festival de Cannes           | Compétition pour la Palme d'or                       |                                     |
| 1992  | Festival du film de New York | Prix du Meilleur film                                |                                     |
| 1993  | César du cinéma              | Meilleur premier film                                | Arnaud Desplechin                   |
| 1993  | César du cinéma              | Meilleur scénario original ou adaptation             | Arnaud Desplechin et Pascale Ferran |
| 1993  | Festival du film de Sundance | Grand prix du jury (catégorie World Cinema Dramatic) |                                     |